# 南山图书馆
深圳市南山区图书馆，由深圳市南山区政府投资兴建的公共图书馆，始建于1994年，1997年正式对外开放。2011扩建后面积达18700平方米。

## 概述
南山图书馆由本馆和7座分馆构成。总馆内开设期刊、报纸、图书、少儿阅览等服务；设有自学室，棋院等设施。

## 分馆信息

### 桃源分馆
原众冠分馆，后迁到新址后改名桃源分馆，于2018年2月开馆。
位于南山区桃源街道学苑大道桃源文化中心三楼。

### 赤湾分馆
位于南山区招商街道赤湾六路南开综合楼，于2008年10月开馆。

### 同富裕分馆
位于南山区西丽镇同富裕工业城A座，于2007年5月开馆。

### 百旺信分馆
位于南山区百旺工业区综合楼附楼，于2009年1月开馆。

### 华侨城分馆
位于南山区华侨城杜鹃山东路2号体育文化中心，于2009年2月开馆。

### 蛇口育才分馆
位于南山区蛇口育才路8号，于1985年开馆。

### 南山街道分馆
位于南山区南山街道怡海大道桂湾四路龙海文体中心，于2020年6月试开馆。